# Rodolfo Zúñiga
Rodolfo Zúñiga Salinas (n. circa 1971) es un profesor y político chileno, quien se desempeñó como gobernador de la provincia de Choapa en dos oportunidades, bajo los gobiernos de Sebastián Piñera.

## Biografía
De profesión profesor, militante de Renovación Nacional.
En el primer gobierno de Sebastián Piñera, Zúñiga se desempeñó como jefe provincial de educación en la provincia de Choapa, y entre el 12 de noviembre de 2012 y el 11 de marzo de 2014 como gobernador de esa provincia.
Hasta el 11 de marzo de 2018 se desempeñó como director de Desarrollo Comunitario de la Municipalidad de Salamanca. Desde esa fecha asumió nuevamente como gobernador de Choapa, hasta su renuncia no voluntaria el 31 de julio de 2018. Según El Día, "fue mal evaluado por su gestión en el conflicto entre la minera Los Pelambres con comuneros de Cuncumén, el que duró varios días y terminó con varias personas detenidas y tanto como civiles como carabineros lesionados".